# Borobia
Borobia je španělské město v provincii Soria v autonomním společenství Kastilie a León 18 km vzdálené od města Olvega. Protéká jím řeka Manubles. V roce 2010 mělo 287 obyvatel. Těží se zde železná ruda v blízkosti svatyně Nuestra Señora de los Santos.

## Odkazy

Umístění obce v provincii Soria